# Culoptila kimminsi
Culoptila kimminsi is een schietmot uit de familie Glossosomatidae. De soort komt voor in het Nearctisch gebied.